# برج هشتل
برج هشتل هو ضريح وبرج تاريخي يعود إلى الدولة التيمورية، ويقع في مقاطعة أمل.